# Kai Pahlman
Kai Pahlman   (Hèlsinki, 8 de juliol de 1935 - 8 de març de 2013) fou un futbolista finlandès de la dècada de 1960, entrenador de futbol i actor.
Fou 56 cops internacional amb la selecció finlandesa.
Pel que fa a clubs, destacà a HPS, HJK i Reipas.